# Нґозі
Нґозі — друге за величиною кратерне озеро в Африці, розташоване на території Танзанії.
Лежить неподалік від Тукую, містечка в області Рунгве, регіон Мбея. Тут пролягають східні відроги гір Порото, частина їх кальдери є найвищою точкою хребта, що складається із лавової породи.
Нґозі є голоценовою кальдерою, утвореною при виверженні вулкана Кітуло приблизно 12000 років тому пемзою. Також є відкладення туфу від виверження, що відбулося близько 1000 років тому. Також наявні сліди пірокластичних потоків, що датуються приблизно 1450 роком, вулкан оточують кілька пірокластичних конусів. Стіни кальдери обросли лісом, за винятком частин, розмитих зсувами і високих скель, що стрімко обриваються біля води озера. Внутрішня кальдера щільно обросла рослинами — Albizia gummifera, Maesa lanceolata, роду Hagenia. Видів дерев набагато менше, ніж у сусідніх лісах — через досить недавні виверження вулкана. Велика кількість CO2 та місцеві перекази стверджують можливість чергових вулканічних викидів. Згідно з даними, отриманими ехозондом, дно озера пласке, без терас.
Землі навколо озера є місцями кочування народу сафва.